# Charoen Pokphand
Die Unternehmensgruppe Charoen Pokphand (CP) (thailändisch เครือเจริญโภคภัณฑ์, RTGS: Khruea Charoen Phokkhaphan, Aussprache: [kʰrɯa t͡ɕàrɤːn pʰôːkkʰapʰan]; charoen bedeutet „wachsen, gedeihen, fortschreiten“ und phokkhaphan „Ware, Verbrauchsgüter“) ist ein multinationales Unternehmen mit Sitz in Thailand. Die Kerngeschäfte des Mischkonzerns sind Agrar- und Nahrungsmittelindustrie, Vertrieb und Handel sowie die Telekommunikationsindustrie. Die CP Gruppe wurde 1921 gegründet und beschäftigt heute 280.000 Angestellte in Standorten auf der ganzen Welt.

## Geschichte
Im Jahr 1921 gründeten die aus China nach Thailand (damals Siam) eingewanderten Brüder Ek Chor und Siew Whooy ein Geschäft für Saatgut in Bangkoks Chinatown. Sie importierten Saatgut und Gemüse aus der Republik China und exportierten Geflügel, Schweine und Eier nach Hongkong. 1946 wurde die Firma in Charoen Pokphand (CP) umbenannt. In den 1970er-Jahren hatte CP den thailändischen Markt für Hühner und Eier fast vollständig unter Kontrolle.
Die Firma wurde berühmt für ihre horizontale Integration verschiedener Geschäftsbereiche: Tierzucht, Schlachthäuser, industrielle Verarbeitung von Lebensmitteln und später mit einer eigenen Restaurantkette. CP expandierte auch ins Ausland. 1972 wurde eine Getreidemühle in Indonesien gegründet, ab 1973 wurden Hühner nach Japan exportiert und 1976 wurde eine Tochterfirma in Singapur gegründet.
Als sich China in den 1980ern für ausländische Unternehmen öffnete, konnte sich CP durch gute Verbindungen zum Vaterland China als erste ausländische Firma in der neu geschaffenen Sonderwirtschaftszone von Shenzhen niederlassen, wo die Tochterfirma Chia Tai gegründet wurde. CP wurde ein bevorzugter Partner für internationale Unternehmen wie Honda, Walmart und Tesco. Bis zu den frühen 1990ern hat CP rund 200 Tochterfirmen in China gegründet.
1989 hat CP zusammen mit dem belgischen Chemiekonzern Solvay die Firma Vinythai gegründet, die PVC herstellt. Im nächsten Jahr schloss CP eine Partnerschaft mit der US-amerikanischen Telekommunikationsfirma NYNEX um die Tochterfirma TelecomAsia zu gründen, die ein eigenes Glasfasernetz aufbaute.
Ab 1993 wurden viele Tochterunternehmen an die Börse gebracht. TelecomAsia, Charoen Pokphand Feedmill, Siam Makro und Vinythai wurden an der Stock Exchange of Thailand gelistet, eine Tochter aus Hongkong an der Hong Kong Stock Exchange, die Gruppe für Tiernahrung und Geflügel aus Shanghai an der Shanghai Stock Exchange, der Immobilien-Entwickler Hong Kong Fortune an der Hong Kong Stock Exchange und Ek Chor China Motorcycle an der New York Stock Exchange.
Nach der Asienkrise von 1997 konsolidierte CP die drei Geschäftszweige Nahrung (C.P. Foods), Einzelhandel (CP-ALL als thailändischer Franchisenehmer von 7-Eleven) und Telekommunikation (True). 2001 startete CP als Joint-Venture mit der französischen Orange den Mobilfunkanbieter TA Orange, 2004 zog sich Orange daraus zurück, inzwischen heißt die Marke TrueMove. Gemäß dem Krisenplan verkaufte die Firma 2003 ihren Anteil an Tesco Lotus, einem Gemeinschaftsunternehmen mit Tesco, um sich auf 7-Eleven zu konzentrieren, bei dem CP einen Mehrheitsanteil hielt. Allerdings behielt CP die Anteile an den Tesco Lotus Märkten in China. Insgesamt ging CP besser aus der Asienkrise hervor, als es hineingegangen war.
2019 wurde bekannt, dass das Unternehmen die Führung einer Public Private Partnership (Öffentlich-private Partnerschaft) zum Bau einer Hochgeschwindigkeitsstrecke in Thailand übernommen hat. Die Konzession hat eine Laufzeit von 50 Jahren. Die Kosten werden auf 6,7 Mrd. Euro beziffert. Am Bau ist die China Railway Construction beteiligt.

## Verbindungen mit der Politik
CP ist wie kein anderes Großunternehmen mit der thailändischen Regierung verwoben. Als der Außenminister Siddhi Savetsila und der Heeresgeneral Chavalit Yongchaiyudh nach dem vietnamesischen Einmarsch in Kambodscha 1979 die Volksrepublik China zu einer Unterstützung und Waffenlieferungen an die Roten Khmer bewegen wollten, aber nicht über belastbaren Kontakte nach Peking verfügten, bedienten sie sich der Vermittlung durch CP und Dhanin. Durch solche Mediationen erwarb sich CP das Vertrauen sowohl der thailändischen als auch der chinesischen Regierung. Nachdem General Chavalit 1986 zum Oberkommandierenden des Heeres aufgestiegen war und Entwicklungsprojekte für die rückständigen Nordost- („Grüner Isan“) und Südprovinzen („Neue Hoffnung“) initiiert hatte, bedachte er CP dabei mit lukrativen Staatsaufträgen. Im Gegenzug unterstützte die CP-Gruppe Chavalit bei seinem Wechsel in die Politik und der Gründung seiner Partei der Neuen Hoffnung im Jahr 1990.
Die 1991/92 herrschende Militärjunta unter Sunthorn Kongsompong und Suchinda Kraprayoon, die sich selbst National Peace Keeping Council (NPKC) nannte, wird vom Politikwissenschaftler Chai-anan Samudavanija als „eine Koalition von Absolventen des 5. Jahrgangs der Militärakademie und großen Unternehmensgruppen, insbesondere Charoen Pokphand“ charakterisiert, da sie hauptsächlich in deren Interesse agierte. Der von der Junta eingesetzte zivile Ministerpräsident Anand Panyarachun überprüfte als eine seiner ersten Amtshandlungen die von der Vorgängerregierung Chatichai Choonhavan vorbereiteten Verträge zum Ausbau des Telefonnetzes (3 Millionen Telefonanschlüsse) und vergab den Auftrag dann an die CP-Gruppe. Sombat Uthaisang, Mitglied der Partei der Neuen Hoffnung und stellvertretender Minister für Kommunikation in der Regierung Banharn Silpa-archas (1995–96), billigte der CP-Tochter Telecom Asia (Vorläuferin der heutigen TRUE) 600.000 neue Anschlüsse und die Nutzung des neuen Mobilfunkstandards Personal Handyphone System (in Thailand als PCT bezeichnet) zu.
Mitarbeiter und Führungskräfte von CP waren als Berater in verschiedenen Ministerien tätig. Umgekehrt quittierte eine Reihe wichtiger Regierungsbeamter den Staatsdienst, um auf hochdotierte Posten in der CP-Gruppe zu wechseln. Dies illustriert der in Bangkoker Regierungskreisen kursierende Witz, dass die höchste Stufe in der Besoldungsordnung für Beamte (die eigentlich von C-1 bis C-11 reicht) „CP“ heiße. Der Ex-General Prem Tinsulanonda, von 1980 bis 1988 Ministerpräsident und anschließend Mitglied des Kronrats und engster politischer Vertrauter des Königs Bhumibol Adulyadej, wurde im April 1996 als Vorsitzender des Beirats der CP-Gruppe berufen. Das lange bestehende Verbot des Hahnenkampfs und der damit einhergehenden Wetten wurde im April 1997 plötzlich und ohne vorherige Debatte aufgehoben. Zur Begründung gab der damalige Innenminister Sanoh Thienthong (ebenfalls Mitglied der Partei der Neuen Hoffnung) unumwunden an, dass die CP-Gruppe darum gebeten hatte, da sich mit der Zucht von Kampfhähnen Geld verdienen ließe.
Nach der Asienkrise, in der die Regierung Chavalit Yongchaiyudhs versagt hatte, wandte sich CP von dessen Partei der Neuen Hoffnung ab und stattdessen Thaksin Shinawatra und seiner Thai-Rak-Thai-Partei (TRT) zu. Thaksin war selbst Unternehmer und Gründer des IT- und Telekommunikationskonzerns Shin Corporation, der teils mit CP konkurrierte, in einigen Bereichen aber auch mit der Gruppe kooperierte: Etwa beim 1998 gestarteten Kabelfernsehanbieter UBC (heute TrueVisions), der aus der Fusion der Kabeldienste von CP und Shin Corp hervorging. Ein Schwiegersohn Dhanins war unter den Gründungsmitgliedern der TRT. Es gab aber auch weiterhin Verbindungen zu anderen Parteien: Beispielsweise war Apirak Kosayodhin von 2002 bis 2004 Hauptgeschäftsführer der CP-Mobilfunktochter TA Orange und wurde unmittelbar im Anschluss von 2004 bis 2008 für die Demokratische Partei Gouverneur von Bangkok.

## Tochtergesellschaften

### Charoen Pokphand Foods
Charoen Pokphand Foods Plc. (CPF) wurde 1978 gegründet und ist in den Bereichen Tiernahrung, Tierzucht, Lebensmittelverarbeitung und Handel tätig. CPF ist heute der weltweit größte Hersteller von Tiernahrung.

### True Corporation
Die Telekommunikationsgruppe True Corporation Plc (True) wurde 1990 gegründet, sie hieß zunächst TelecomAsia und bot Festnetz-Telefondienste an. Die wichtigsten Tochterunternehmen sind heute der Mobilfunkanbieter True Move (vormals TA Orange), der Internetanbieter True Online und der Kabel- und Pay-TV-Anbieter True Visions (ehemals United Broadcasting Corporation – UBC).

### CP All
CP All Plc. ist der thailändische Lizenznehmer von 7-Eleven und betreibt 6.479 Verbrauchermärkte dieser Marke in Thailand (Stand 1. Januar 2012).